# Mignon Anderson
Mignon Anderson (ur. 31 marca 1892 w Baltimore, zm. 25 lutego 1983 w Burbank) – amerykańska aktorka filmowa czasów kina niemego.

## Wybrana filmografia
- 1911: David Copperfield – Dora Spenlow